# Juan Carlos Vázquez
Juan Carlos Vázquez Guerrero, auch bekannt unter dem Spitznamen El Pitayo, ist ein ehemaliger mexikanischer Fußballspieler, der vorwiegend im Mittelfeld eingesetzt wurde.

## Leben
Von 1988 bis 1990 absolvierte Vázquez insgesamt 52 Einsätze für Deportivo Guadalajara in der höchsten mexikanischen Spielklasse und erzielte 5 Tore in der Punktspielrunde sowie einen Treffer im Viertelfinale der Meisterschaftsendrunde der Saison 1989/90 beim Puebla FC. Außerdem spielte er noch für den Querétaro Fútbol Club sowie die UAT Correcaminos, mit denen ihm am Ende der Saison 1986/87 der Aufstieg in die erste Liga gelang und für die er auch noch während eines Großteils der Saison 1987/88 spielte, bevor er nach Guadalajara wechselte.
Nach Beendigung seiner aktiven Laufbahn spielte Vázquez in verschiedenen Altherrenmannschaften, wie der seines ehemaligen Vereins Deportivo Guadalajara und Deportivo Álvica, mit der er im Februar 2022 die Liga del Recuerdo gewann. Außerdem arbeitete er 2022 im Trainerstab des Amateurvereins ColiFut.

## Erfolge
- Mexikanischer Zweitligameister: 1986/87